# Worms: A Space Oddity
Worms: A Space Oddity videoigra je za Wii. U njoj se rabe razne kontrole utemeljene na gestama kojima se omogućava igračima upućivanje različitih napada. Igra je 2D-u, a izašla je u proljeće 2008. Igra se može igrati i online. Ime je dobila prema filmu 2001: A Space Odyssey.